# Eine zuviel im Bett
Eine zuviel im Bett (Originaltitel: Move Over, Darling) ist eine US-amerikanische Filmkomödie aus dem Jahr 1963. Der Film ist eine Neuverfilmung der Screwball-Komödie Meine Lieblingsfrau aus dem Jahr 1940 mit Irene Dunne und Cary Grant in den Hauptrollen.

## Handlung
Die Ehefrau des Rechtsanwalts Nick Arden ist seit einem gemeinsamen Flugzeugabsturz verschollen, während er überlebte. Nach fünf Jahren will Nick seine Verlobte Bianca Steele heiraten. Nick lässt seine verschollene Frau Ellen für tot erklären. Nach der Hochzeit will das frisch vermählte Paar nach Monterey auf Hochzeitsreise gehen.
Doch ausgerechnet am Hochzeitstag taucht die totgeglaubte Ellen wieder auf, mit einem Marine-U-Boot, welches sie auf einer einsamen Insel gefunden hat. Nick ist verzweifelt, denn er liebt Ellen immer noch, weiß aber nicht, wie er das Bianca beibringen soll. Ellen ist anfangs niedergeschlagen, wird aber von ihrer Schwiegermutter Grace aufgeklärt, dass die Flitterwochen des Paares noch nicht begonnen haben. Deshalb setzt sie alles daran, die ahnungslose Bianca auszuschalten. Schließlich klärt Nick mit Bianca die Lage, dann stellt sich aber heraus, dass Ellen die fünf Jahre auf der einsamen Insel mit einem anderen Mann verbrachte.

## Hintergrund
Das Sujet des Films spielt auf Alfred Tennysons Gedicht über den schiffbrüchigen Seemann Enoch Arden an, als Huldigung an den Dichter wurde die Hauptfigur Ellen Wagstaff Arden genannt. Doris Day erwähnt in einer Szene die Erstverfilmung mit Grant und Dunne. In der deutschen Synchronfassung fällt in diesem Zusammenhang allerdings nicht der Name der hierzulande recht unbekannten Irene Dunne, sondern der von Grace Kelly, die den damaligen Kinobesuchern nicht zuletzt durch ihre Zusammenarbeit mit Cary Grant in dem Hitchcock-Film Über den Dächern von Nizza ein Begriff war.
Ursprünglich sollte Eine zuviel im Bett 1962 unter dem Titel Something’s Got to Give gedreht werden. Für die Hauptrollen waren Marilyn Monroe und Dean Martin vorgesehen. Regie sollte George Cukor führen. Dieser Film wurde wegen Monroes Tod nie vollendet und es existieren nur wenige Szenen. Das Set von Something’s Got to Give wurde zum Teil auch bei den Dreharbeiten von Eine zuviel im Bett verwendet. Insbesondere ist der Swimmingpool, in dem Marilyn Monroe nackt zu sehen war, wiederzuerkennen.
James Garner brach während der Massage-Szene Doris Day unbeabsichtigt eine Rippe, als er sie von Polly Bergen wegzog. Garner bemerkte erst am nächsten Tag, was er Day zugefügt hatte, als er den Arm um sie legte und den Verband fühlte.
Der Titelsong des Films hieß ebenfalls Move over, Darling und wurde von Doris Day selbst gesungen und von ihrem Sohn Terry Melcher im gerade populär gewordenen Soul-Stil produziert. In den britischen Charts erreichte Doris Day mit diesem Song 1964 Platz 8.

## Kritiken
Das Lexikon des internationalen Films bezeichnete Eine zuviel im Bett als „[s]entimental-klamaukhaftes Hollywood-Lustspiel“, in dem lediglich „wechselseitige Eifersüchteleien […] das selbstverständliche Happy-End verzögern“ könnten. Für Prisma handelte es sich um eine „unterhaltsame Komödie“, in der Doris Day „durch ihr überraschendes Auftauchen für Trubel sorgt“. Dies tue sie mit „Witz und Pfiff“.
Adolf Heinzlmeier und Berndt Schulz sprachen von einem „temperamentvolle[n] Day-Spektakel“, in dem Edgar Buchanan in der Rolle des verunsicherten Richters „überragend“ sei. Der Film verdiene 2½ Sterne und sei damit „überdurchschnittlich“. Die Filmbewertungsstelle Wiesbaden verlieh der Produktion das Prädikat „wertvoll“.

## Auszeichnungen
1964 war Doris Day für den Golden Globe Award in der Kategorie Beste Hauptdarstellerin – Komödie oder Musical nominiert. Der Film belegte bei den Laurel Awards den 3. Platz in der Kategorie Bestes Musical und den 5. Platz in der Kategorie Beste Komödie.

## Deutsche Fassung
Die deutsche Synchronbearbeitung entstand 1964 in den Ateliers der Berliner Synchron GmbH Wenzel Lüdecke in Berlin. Das Dialogbuch verfasste Fritz A. Koeniger, Synchronregie führte Klaus von Wahl.
| Rolle          | Darsteller     | Synchronsprecher |
| -------------- | -------------- | ---------------- |
| Ellen Arden    | Doris Day      | Edith Schneider  |
| Nick Arden     | James Garner   | Horst Niendorf   |
| Bianca         | Polly Bergen   | Agi Prandhoff    |
| Burkett        | Chuck Connors  | Rainer Brandt    |
| Grace Arden    | Thelma Ritter  | Alice Treff      |
| Richter Bryson | Edgar Buchanan | Eduard Wandrey   |